# 東京都立成瀬高等学校
東京都立成瀬高等学校（とうきょうとりつ なるせ こうとうがっこう、 英称:Tokyo Metropolitan Naruse High School) は、東京都町田市成瀬に所在する東京都立高等学校。略称は「成高」。

## 概要
町田市成瀬中央部に流れる恩田川付近に位置する。
東京都立学校設置条例により1977年に東京都立稲城高等学校内で開校、翌年現在の新校舎に移転。
島しょ部を除く東京都内では都立小川高校に次いで2番目に南端に位置する高等学校である。
明治6年に成瀬地区の小学舎として設置された成高学舎は現在の南第二小学校にあたる。

## 沿革

### 開校まで
- 1977年（昭和52年）
  - 10月16日 - 東京都立成瀬高等学校（仮称）設立。東京都立稲城高等学校内に開設事務所を設立。
  - 12月23日 - 東京都立成瀬高等学校として設立認可（東京都条例第122号）。

### 開校後
- 1978年（昭和53年）
  - 1月17日 - 校章制定。
  - 1月27日 - 校服制定。
  - 4月10日 - 第1回入学式（東京都立稲城高等学校体育館、8学級・入学者362名）。
  - 4月11日 - 稲城高校内仮校舎で授業開始。
  - 4月19日 - 校旗掲揚式を実施。
  - 6月3日 - PTA設立。
  - 7月18日 - 生徒会設立。
  - 8月1日 - 町田市成瀬の新校舎に移転。
- 1979年（昭和54年）11月16日 - 開校記念式典挙行。
- 1981年（昭和56年）
  - 3月6日 - 校歌制定・発表会。
  - 3月13日 - 第1回卒業式（卒業者350名）。
- 1982年（昭和57年） - グループ合同選抜制度が導入される。(72グループに編成)。
- 1987年（昭和62年）11月7日 - 創立10周年記念式典。
- 1992年（平成4年）12月21日 - トレーニングルーム増築。
- 1993年（平成5年）11月1日 - グラウンド改修。
- 1994年（平成6年） - 単独選抜となる。
- 1997年（平成9年）9月8日 - 校舎内部改修竣工。
- 1999年（平成11年）11月15日 - 創立20周年記念式典。
  - 4月 - 専修大学と高大連携開始。[5]
- 2007年（平成19年）11月17日 - 創立30周年記念式典。
- 2008年 スーパーサイエンスハイスクールに指定(以降3年間)。
- 2017年（平成29年）6月3日 - 創立40周年記念式典（於：首都大学東京）。
- 2020年（令和2年） -  新型コロナウイルス感染拡大の影響に伴う臨時休校措置[6]

## 歴代校長
- 1977年（昭和52年）10月16日 - 山崎裕司（東京都立片倉高等学校教頭）、開設準備担当校長に任命。

- 1982年（昭和57年）4月1日 - 山崎裕司校長、東京都立桜町高等学校校長に転出、山崎敦（東京都立立川高等学校教頭）着任。

- 1986年（昭和61年）4月1日 - 山崎敦校長退職、外ノ池善一（東京都立八王子東高等学校教頭）着任。

- 1989年（平成元年）4月1日 - 外ノ池善一校長退職、石川博朗（東京都立忍岡高等学校）着任。

- 1993年（平成5年）4月1日 - 石川博朗校長退職、北岡弘光（東京都立日比谷高等学校教頭）着任。

- 1996年（平成8年）4月1日 - 北岡弘光校長退職、小野満禛子（東京都立城南高等学校教頭）着任。

- 2001年（平成13年）4月1日 - 小野満禛子校長退職、豊田岩男（東京都立葛西南高等学校校長）着任。

- 2006年（平成18年）4月1日 - 豊田岩男校長退職、佐藤公作（東京都立富士森高等学校）着任。

- 2008年（平成20年）4月1日 - 佐藤公作校長退職、木下和彦（東京都立九段高等学校定時制副校長）着任。

- 2011年（平成23年）4月1日 - 木下和彦校長、東京都西部学校経営支援センター支所 学校経営支援担当課長に転出、有馬利一（東京都立青山高等学校副校長）着任。

- 2013年（平成25年）4月1日 - 有馬利一校長、東京都立桜町高等学校校長に転出、安部卓郎（東京都立八王子東高等学校副校長）着任。

- 2016年（平成28年）4月1日 - 安部卓郎校長、東京都立駒場高等学校校長に転出、南斉道雄（東京都立南平高等学校副校長）着任。

- 2018年（平成30年）4月1日 - 南斉道雄校長、東京都立砂川高等学校統括校長に転出、宮田明子（東京都立立川国際中等教育学校副校長）着任。

- 2021年（令和3年）4月1日 - 宮田明子校長、東京都立白鴎高等学校附属中学校兼東京都立白鴎高等学校に転出、高野修一（東京都立立川国際中等教育学校副校長）着任。

- 2025年（令和7年）4月1日 - 高野修一校長、東京都立日野台高等学校校長に転出、高野宏（東京都立戸山高等学校校長）着任。

## 象徴

### 校章
校訓「珠玉、磨きて光あり」のモチーフとして、また生徒の端正さを象徴するダイヤモンドの八角形の中に町田市の木である3本の欅とその目標の達成を願い隷書体の「成」が配されている。

### 校歌
「東京都立成瀬高等学校 校歌」
作詞： 山崎 裕司　作曲 ：高澤智昌
作詞は初代校長である山崎 裕司、作曲を元陸軍戸山学校楽隊員、元日本楽劇協会理事局長の高澤智昌が手がけている。

## 教育課程
- 全日制課程
  - 普通科

## 部活動

### 運動部
- 男子バレーボール部
- 女子バレーボール部
- 男子バスケットボール部
- 女子バスケットボール部
- バドミントン部
- 硬式テニス部
- ソフトテニス部
- 水泳部
- ダンス部
- 剣道部
- サッカー部
- 陸上競技部
- 卓球部
- 硬式野球部
- 柔道部

### 文化部
- 吹奏楽部
- ボランティア部
- 演劇部
- 美術部
- 漫画・イラスト部
- 茶道部
- パソコン部
- 生物部
- 天文部
- ハンドメイキング部
- 競技かるた部
- 文芸部

### かつて存在した部活動
運動部
- 新体操部

文化部
- 電脳音楽部
- アマチュア無線部
- ギターアンサンブル部

## 特色
恩田川桜まつりに関わる活動や、成瀬駅周辺でのボランティア活動に参加するなど、後述の通り成瀬地域に関わる活動を行っており、地元住民の生活に深く根ざしている。

### 成瀬BB！プロジェクト
成瀬BB！プロジェクトとは、生徒の関心・意欲に沿ったテーマに基づき探求活動を促進する取り組みである。
探求方法やそれぞれの分野の背景・課題など基礎的な教養を身につける過程として1年次にプロジェクトに所属するが、町田市立陸上競技場（現:町田GIONスタジアム）に本拠地を置くFC町田ゼルビアの地域活動に参画するゼルビアプロジェクトやアリの生態系を調べるアリプロジェクトなど、町田市と自然環境に恵まれた成瀬の両方の地域特性を生かした取り組みを行っている。

### 進学指導研究校
生徒の進学希望を実現するための教育活動を積極的に行う進学指導研究校の14校に指定されている。
令和5年度は生徒全体の約9割が現役で四年制大学、短大、専門学校のいずれかに進学しており、例年大学への現役進学率が高いという傾向もみられる。
主に4年制の私大進学者が多く、日東駒専、GMARCH、次いで早慶上理や成成明学の順に進学者数が多い。
。

### 海外学校間交流推進校
東京都教育委員会が定める留学生の受け入れ、派遣を促進する取り組みである。
成瀬高校は修学旅行先として台湾への現地留学、また例年オーストラリア研修旅行を行っており、東京都教育委員会が策定する英語教育研究推進校の30校にも指定されている。

### 理数研究校
理数に興味を持つ生徒の裾野を広げるため、学問のジャンルを問わず生徒が企画するさまざまな取り組みを推進する『理数研究校』に東京都から指定を受けている。
成瀬高校は東京都立大学、東京農工大学、電気通信大学と高大連携を結んでおり、ゼミナールへの派遣や聴講の募集などといった機会が設けられている。

### 作家訪問
図書委員会では、不定期的ではあるが著名な小説家や出版書の著者を招き入れ、生徒によるインタビュー、質問などを交えた本校生徒と作家の交流の催し「作家訪問」が行われている。
過去に作家訪問で訪れた作家には、小説家はやみねかおる(オンラインでの開催)、ミステリー小説家知念実希人、アドラー心理学者岸見一郎などがいる。

## 交通
- JR横浜線 成瀬駅 徒歩10分
- 神奈川中央交通 つ01・つ03・成01・成02・成03・成04・成05・町85 ｢成瀬高校入口｣下車。徒歩1分

## 著名な出身者
- 海渕萌（カヌーイスト、ロンドンオリンピック日本代表）
- 佐藤大介（ブラインドサッカー選手）
- 端山豪（サッカー選手、U17日本代表）
- 宮村正志（サッカー選手）

- 安西真実（タレント）
- 石森洋（ユークリッド・エージェンシー代表取締役社長）
- 吉原じゅんぺい(放送作家）
- すらぷるため（ヒューマンビートボクサー）
- 古賀　虎（パフォミングアーティスト）

- 河合敦（歴史作家、多摩大学客員教授）
- 東雪見（法学者、成蹊大学教授）
- 岩崎琢（音楽家、編曲家）

- 長谷川亮一（ゲームクリエイター）

## 著名な学校関係者
- 岩瀬俊介（元教員、スタディサプリ中学講座 英語講師）